# Conseil OTAN-Russie
Pour les articles homonymes, voir COR.

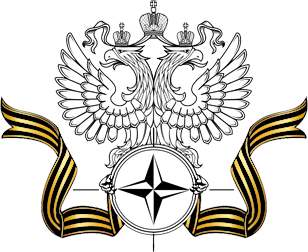
Logo du Conseil OTAN-Russie

Le conseil OTAN-Russie (COR) est une instance de consultation, de coopération, de décision et d'actions conjointes dans le cadre duquel les différents États membres de l'OTAN et la Russie travaillent ensemble en tant que partenaires égaux sur toute une gamme de questions de sécurité d'intérêt commun. En 1994, la Russie rejoint le Partenariat pour la paix et tout au long des années 1990, l'OTAN et la Russie signent plusieurs accords importants de coopération. Ceux-ci portent notamment sur la lutte contre le terrorisme, la coopération militaire (notamment le transport par la Russie de fret non militaire de la FIAS en Afghanistan), la lutte contre le narcotrafic, la coopération industrielle et la non-prolifération nucléaire.

## Histoire
Le COR est officiellement créé le 28 mai 2002, date à laquelle le président russe Vladimir Poutine et les membres de l'OTAN signent la déclaration de Rome sur la base militaire de Patricia di Mare en Italie ; le COR remplace alors le conseil conjoint permanent (CCP). Dmitri Rogozine occupe le poste de l'ambassadeur russe auprès de l'OTAN.
Le 1er avril 2014, en réponse au rattachement de la Crimée à la Russie faisant suite à la destitution du gouvernement ukrainien pro-russe de Viktor Ianoukovytch et l'arrivée au pouvoir en Ukraine d'un gouvernement pro-occidental, l'OTAN annonce mettre un terme à la coopération avec la Russie, suspendant de fait le conseil OTAN-Russie.
Le dialogue est repris lors d'une nouvelle session du Conseil, le 20 avril 2016.

## Conflits d'intérêts
- Deuxième guerre d'Ossétie du Sud (2008) : reconnaissance de l'indépendance de l'Abkhazie et de l'Ossétie du Sud par la Russie
- Plan d'élargissement de l'OTAN (Ukraine, Géorgie)
- Proposition d'un système de défense antimissile de l'OTAN par les États-Unis en Pologne et en République tchèque